# یادگیری ماشین خصمانه
یادگیری ماشین خصمانه  یک شاخه پژوهشی است که بین دو حوزه یادگیری ماشین و امنیت کامپیوتر مشترک است. در این روش هدف فعال کردن پذیرش امن تکنیکهای یادگیری ماشین در تنظیمات خصمانه مانند مقابله با هرزنامه ها، تشخیص نرم‌افزارهای مخرب وزیست سنجی است.
مشکل از این واقعیت ناشی  شده است که تکنیک یادگیری ماشین در اصل برای محیط های ثابت طراحی شده است که در آن فرض می‌شود داده های آموزش و آزمون دارای یک نوع توزیع (اگر چه احتمالاً ناشناخته) هستند. درحالیکه در حضور دشمنان هوشمند و تطبیقی این فرضیه به احتمال زیاد و لااقل درجاتی از آن (بسته به نوع دشمن) نقض می شود. در واقع  یک دشمن مخرب با دقت می‌تواند داده های ورودی را با بهره گیری از آسیب پذیری های خاص الگوریتم های یادگیری دستکاری کند تا بتواند کل امنیت سیستم را به خطر بیندازد.

## ارزیابی امنیتی

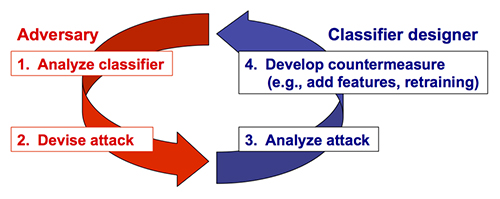
نمایش مفهومی مسابقه تسلیحات واکنشی.

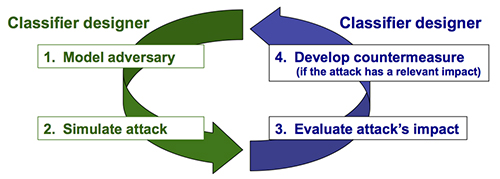
نمایش مفهومی مسابقه تسلیحاتی فعال.